# Heurelho Gomes
Heurelho da Silva Gomes (João Pinheiro, 15 februari 1981) is een Braziliaans voormalig doelman in het betaald voetbal. Hij kwam uit voor Cruzeiro, PSV, Tottenham Hotspur, Hoffenheim en Watford. Gomes speelde tussen 2003 en 2011 in totaal elf wedstrijden voor het Braziliaans voetbalelftal.

## Clubloopbaan
Gomes begon bij Cruzeiro en werd in 2004 'ontdekt' door de scouts van PSV en naar Eindhoven gehaald. Hij speelde een belangrijke rol in het bereiken van de halve finales van de UEFA Champions League in 2005. Hij was zeer geliefd bij het PSV-publiek. Aan het begin van elke speelhelft sprong hij onder luid gejuich van de toeschouwers met zijn schouder enkele malen boven de doellat uit. De uitworp is een van de sterke kanten van Gomes. Hij werpt de bal tot ver op de helft van de tegenstander. Zijn uitworp reikt bijna net zover als zijn uittrap.
Na drie seizoenen PSV gold Gomes als een betrouwbare sluitpost van de Eindhovense club. Statistisch gezien hield hij in de Eredivisie in zestig procent van de wedstrijden zijn doel schoon. Geen enkele keeper haalde ooit dit gemiddelde. Dit was niet de verwachting, zeker gezien het feit, dat Guus Hiddink Gomes in eerste instantie niet wilde kopen. Hij wilde liever een Nederlandse keeper naast Edwin Zoetebier. Doordat Edwin van der Sar en Sander Westerveld niet beschikbaar bleken, kwam Gomes in beeld. Een verantwoorde investering, omdat hij niet duur bleek. Het jaar 2006 werd op de persconferentie vaak geroepen, dat de tegenstander van PSV niet van PSV had verloren, maar van Gomes. In zijn eerste seizoen hield hij achtereenvolgend 971 minuten en 817 minuten zijn doel 'schoon' in de competitie. In zijn derde seizoen hield hij een keer 956 minuten 'de 0'. Dit was 3 keer net niet genoeg om het record van Heinz Stuy (Ajax, 1971, 1082 minuten) alleen te verbreken. Dit lukte hem echter wel samen met reservekeeper Edwin Zoetebier, die in die periode ook een aantal wedstrijden het doel schoon hield.
Op 20 januari 2007 toonden de supporters hun dank voor Gomes en hebben een sfeeractie in petto waarbij Gomes tot in tranen geroerd is.
Gomes spreekt naast Portugees en Spaans, ook redelijk Nederlands. In 2007 gaf Gomes voor het eerst televisie-interviews in het Nederlands.
Gomes was de lieveling van het Eindhovense publiek en de verontwaardiging was dan ook groot toen Gomes begin december 2007 meldde dat PSV te lang treuzelt met zijn contractverlenging en hij weg wilde. Heel Eindhoven was in rep en roer en het Eindhovens Dagblad begon een handtekeningenactie voor het behoud van Gomes. Enkele dagen later moest PSV aantreden in de thuiswedstrijd tegen Roda JC. Na ruim een uur spelen stond Roda JC met 0-4 voor in het Philips Stadion. Toch stond voor de supporters de gehele wedstrijd in teken van het ondersteunen van Gomes om te zorgen dat hij aanblijft. Niet veel later verlengde Gomes tot opluchting van velen zijn contract alsnog tot 2013.
Op 20 april 2008 wint Gomes met PSV zijn vierde titel op rij, een record in het Nederlandse voetbal. Een dag later verstomt de feestvreugde als er een interview uitlekt waarin Gomes stelt dat hij vertrekt als algemeen directeur Jan Reker aanblijft.
Het belang van Gomes voor PSV komt ook tot uiting door middel van de verkiezing van voetballer van het jaar, waarin Gomes op de tweede plaats eindigt en zodoende de zilveren schoen wint. De supporters op het supportersforum psv.netwerk.to kiezen Gomes voor de tweede achtereenvolgende keer als hun beste man.
Aan het einde van seizoen 2007/08 vertrok hij bij PSV om voor vier jaar te spelen bij Tottenham Hotspur. Hij vertrok voor € 9 miljoen. Dit was vijf miljoen euro minder dan contractueel was vastgelegd. Algemeen directeur van PSV, Jan Reker, verklaarde dat Gomes voor het vastgestelde bedrag was verkocht.
Op 31 januari 2013, de laatste dag van de winterse transferperiode, besloot Tottenham Hotspur om Gomes voor zes maanden uit te lenen aan het Duitse TSG 1899 Hoffenheim. Daar moest hij de concurrentie aangaan met Tim Wiese en Koen Casteels. Hij verloor daar al snel zijn plaats onder de lat. Op donderdag 22 mei maakte Tottenham bekend afscheid te nemen van de Braziliaanse goalie. Hij kwam in het seizoen 2013/14 geen minuut in actie voor de Spurs.
Gomes tekende in juli 2014 een contract bij Watford, dat hem transfervrij inlijfde. Daarmee werd hij dat seizoen tweede in de Championship, goed voor promotie naar de Premier League. Hij keepte op twee na alle competitieronden. Ook op het hoogste niveau bleef hij in de daaropvolgende seizoenen eerste doelman. In juni 2017 verlengde de Braziliaan zijn contract bij Watford tot medio 2019. Gomes was in het seizoen 2018/19 reservedoelman achter Ben Foster. Hij keepte dat seizoen wel alle wedstrijden voor Watford in de bekertoernooien, waaronder de finale van de FA Cup. Lang leek het erop dat de doelman na het aflopen van zijn verbintenis zou stoppen, maar de Premier League-club haalde hem over om toch nog een jaar door te gaan. Op 28 juni 2019 maakte Gomes bekend dat hij zijn handtekening had gezet onder een nieuw eenjarig contract bij de club uit Watford. Medio 2020 stopte hij.

## Clubstatistieken
| Seizoen | Club                  | Competitie     | Competitie | Competitie | Beker | Beker | Internationaal | Internationaal | Totaal | Totaal |
| Seizoen | Club                  | Competitie     | Wed.       | Dlp.       | Wed.  | Dlp.  | Wed.           | Dlp.           | Wed.   | Dlp.   |
| ------- | --------------------- | -------------- | ---------- | ---------- | ----- | ----- | -------------- | -------------- | ------ | ------ |
| 2002    | Cruzeiro EC           | Série A        | 14         | 0          | 0     | 0     | 0              | 0              | 14     | 0      |
| 2003    | Cruzeiro EC           | Série A        | 40         | 0          | 11    | 0     | 14             | 0              | 65     | 0      |
| 2004    | Cruzeiro EC           | Série A        | 5          | 0          | 0     | 0     | 22             | 0              | 27     | 0      |
| 2004/05 | PSV Eindhoven         | Eredivisie     | 30         | 0          | 1     | 0     | 11             | 0              | 42     | 0      |
| 2005/06 | PSV Eindhoven         | Eredivisie     | 32         | 0          | 2     | 0     | 8              | 0              | 42     | 0      |
| 2006/07 | PSV Eindhoven         | Eredivisie     | 32         | 0          | 0     | 0     | 10             | 0              | 42     | 0      |
| 2007/08 | PSV Eindhoven         | Eredivisie     | 34         | 0          | 0     | 0     | 12             | 0              | 46     | 0      |
| 2008/09 | Tottenham Hotspur     | Premier League | 34         | 0          | 1     | 0     | 13             | 0              | 48     | 0      |
| 2009/10 | Tottenham Hotspur     | Premier League | 31         | 0          | 11    | 0     | —              | —              | 42     | 0      |
| 2010/11 | Tottenham Hotspur     | Premier League | 30         | 0          | 1     | 0     | 10             | 0              | 41     | 0      |
| 2011/12 | Tottenham Hotspur     | Premier League | 0          | 0          | 1     | 0     | 3              | 0              | 4      | 0      |
| 2012/13 | Tottenham Hotspur     | Premier League | 0          | 0          | 0     | 0     | 0              | 0              | 0      | 0      |
| 2012/13 | → TSG 1899 Hoffenheim | Bundesliga     | 9          | 0          | 0     | 0     | —              | —              | 9      | 0      |
| 2013/14 | Tottenham Hotspur     | Premier League | 0          | 0          | 0     | 0     | 0              | 0              | 0      | 0      |
| 2014/15 | Watford FC            | Championship   | 44         | 0          | 0     | 0     | —              | —              | 44     | 0      |
| 2015/16 | Watford FC            | Premier League | 38         | 0          | 2     | 0     | —              | —              | 40     | 0      |
| 2016/17 | Watford FC            | Premier League | 38         | 0          | 1     | 0     | —              | —              | 39     | 0      |
| 2017/18 | Watford FC            | Premier League | 24         | 0          | 2     | 0     | —              | —              | 26     | 0      |
| 2018/19 | Watford FC            | Premier League | 0          | 0          | 8     | 0     | —              | —              | 8      | 0      |
| 2019/20 | Watford FC            | Premier League | 0          | 0          | 3     | 0     | —              | —              | 3      | 0      |
| Totaal  | Totaal                | Totaal         | 435        | 0          | 44    | 0     | 103            | 0              | 582    | 0      |

## Braziliaans elftal

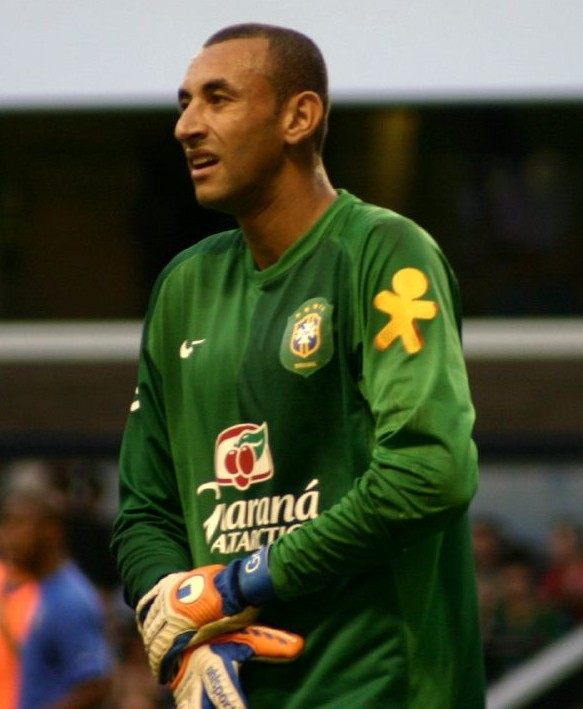
Gomes tijdens een oefeninterland tegen Wales, september 2006.

Gomes behoorde tot de Braziliaanse selectie die in 2005 in Duitsland de Confederations Cup won. Gomes was derde doelman achter Dida en Marcos, en speelde geen enkele wedstrijd. Op woensdag 16 augustus maakte Gomes zijn debuut in het nationale elftal in de oefenwedstrijd tegen Noorwegen.
Bondscoach Dunga van het Braziliaans voetbalelftal hield Gomes stelselmatig uit het huidige elftal. De Braziliaanse nationale pers heeft tevergeefs al verschillende malen opgeroepen hem toch te selecteren.
Wel zat hij bij de definitieve selectie voor het WK 2010, achter de doelmannen: Júlio César (Internazionale) en Alexander Doni (AS Roma). Hij heeft echter nooit gespeeld en Brazilië werd uiteindelijk verslagen door Nederland in de kwartfinale. Zijn laatste interland dateert reeds van 7 juni 2010. Toen speelde hij 90 minuten mee tegen Tanzania.
| Interlands van Heurelho Gomes voor Brazilië | Interlands van Heurelho Gomes voor Brazilië | Interlands van Heurelho Gomes voor Brazilië | Interlands van Heurelho Gomes voor Brazilië | Interlands van Heurelho Gomes voor Brazilië | Interlands van Heurelho Gomes voor Brazilië |
| No.                                         | Datum                                       | Wedstrijd                                   | Uitslag                                     | Soort Wedstrijd                             | Doelpunten                                  |
| Als speler bij Cruzeiro EC                  | Als speler bij Cruzeiro EC                  | Als speler bij Cruzeiro EC                  | Als speler bij Cruzeiro EC                  | Als speler bij Cruzeiro EC                  | Als speler bij Cruzeiro EC                  |
| ------------------------------------------- | ------------------------------------------- | ------------------------------------------- | ------------------------------------------- | ------------------------------------------- | ------------------------------------------- |
| 1.                                          | 13 juli 2003                                | Mexico – Brazilië                           | 1 – 0                                       | Gold Cup 2003                               | 0                                           |
| 2.                                          | 15 juli 2003                                | Brazilië – Honduras                         | 2 – 1                                       | Gold Cup 2003                               | 0                                           |
| 3.                                          | 19 juli 2003                                | Colombia – Brazilië                         | 0 – 2                                       | Gold Cup 2003                               | 0                                           |
| 4.                                          | 23 juli 2003                                | Verenigde Staten – Brazilië                 | 1 – 2 (n.v.)                                | Gold Cup 2003                               | 0                                           |
| 5.                                          | 27 juli 2003                                | Mexico – Brazilië                           | 1 – 0 (n.v.)                                | Gold Cup 2003                               | 0                                           |
| Als speler bij PSV Eindhoven                |                                             |                                             |                                             |                                             |                                             |
| 6.                                          | 18 augustus 2006                            | Noorwegen – Brazilië                        | 1 – 1                                       | Vriendschappelijk                           | 0                                           |
| 7.                                          | 2 september 2006                            | Brazilië – Argentinië                       | 3 – 0                                       | Vriendschappelijk                           | 0                                           |
| 8.                                          | 5 september 2006                            | Brazilië – Wales                            | 2 – 0                                       | Vriendschappelijk                           | 0                                           |
| 9.                                          | 10 oktober 2006                             | Ecuador – Brazilië                          | 1 – 2                                       | Vriendschappelijk                           | 0                                           |
| Als speler bij Tottenham Hotspur FC         |                                             |                                             |                                             |                                             |                                             |
| 10.                                         | 2 juni 2010                                 | Zimbabwe – Brazilië                         | 0 – 3                                       | Vriendschappelijk                           | 0                                           |
| 11.                                         | 7 juni 2010                                 | Tanzania – Brazilië                         | 1 – 5                                       | Vriendschappelijk                           | 0                                           |
| Totaal                                      | Totaal                                      | Totaal                                      | Totaal                                      | Totaal                                      | 0                                           |

Bijgewerkt tot 1 mei 2020

## Erelijst
| Competitie              |          |                                    |          |          |
| Competitie              | Aantal   | Jaren                              |          |          |
| Cruzeiro                | Cruzeiro | Cruzeiro                           | Cruzeiro | Cruzeiro |
| ----------------------- | -------- | ---------------------------------- | -------- | -------- |
| Kampioen Série A        | 1x       | 2003                               |          |          |
| Copa do Brasil          | 1x       | 2003                               |          |          |
| PSV                     |          |                                    |          |          |
| Kampioen Eredivisie     | 4x       | 2004/05, 2005/06, 2006/07, 2007/08 |          |          |
| KNVB beker              | 1x       | 2004/05                            |          |          |
| Brazilië                |          |                                    |          |          |
| FIFA Confederations Cup | 2x       | 2005, 2009                         |          |          |

Individueel
- Winnaar zilveren schoen in 2007/08
- Opgenomen in Elftal van het jaar Voetbal International 2006/07
- Eerste keeper ooit in de selectie van PSV bekroond met een driesterren-rating door de internationale pers.